# 三戸町立杉沢小中学校
三戸町立杉沢小中学校（さんのへちょうりつ すぎさわしょうちゅうがっこう）は、青森県三戸郡三戸町大字貝守に所在した公立（町立）の小中学校。2022年3月閉校。同じく小中一貫校である三戸学園に統合となった。

## 在籍者数
2021年（令和3年）5月1日（閉校）時点

### 杉沢小学校
| 学年 | 1年 | 2年 | 3年 | 4年 | 5年 | 6年 | 特別支援 | 合計 |
| ---- | --- | --- | --- | --- | --- | --- | -------- | ---- |
| 学級 | 0   | 0   | 0.5 | 0.5 | 0   | 0   | 0        | 1    |
| 児童 | 0   | 0   | 2   | 2   | 0   | 0   | 0        | 4    |

- 学級数「0.5」は複式学級を表す。
- Gaccom三戸町立杉沢小学校（児童数）

### 杉沢中学校
| 学年 | 1年 | 2年 | 3年 | 特別支援 | 合計 |
| ---- | --- | --- | --- | -------- | ---- |
| 学級 | 0   | 0   | 0   | 0        | 0    |
| 生徒 | 0   | 0   | 0   | 0        | 0    |

- Gaccom三戸町立杉沢中学校（生徒数）

## 沿革

### 小学校
- 1878年（明治11年）- 貝森村支杉沢の民家を借用し、杉沢小学として発足。
- 1883年（明治16年）- 杉沢50番戸に校舎新築。
- 1887年（明治20年） - 杉沢簡単小学校と改称。
- 1892年（明治25年） - 杉沢尋常小学校と改称。
- 1900年（明治33年）5月 - 杉沢字向平72番地に校舎新築移転。
- 1921年（大正10年）11月22日 - 杉沢66番地に校舎新築移転。
- 1941年（昭和16年）4月1日 - 国民学校令により、杉沢国民学校と改称。
- 1947年（昭和22年）4月1日 - 学制改革（六・三制施行）により、猿辺村立杉沢小学校と改称。同日、猿辺中学校の分校併設。
- 1955年（昭和30年）3月20日 - 町村合併により、三戸町立杉沢小学校と改称。
- 1956年（昭和31年）3月31日 - 杉沢字向平50番地に校舎新築移転。
- 1966年（昭和41年）9月24日 - 杉沢小学校・猿辺第二中学校（現:杉沢中学校）の給食調理場落成し、完成給食開始[3]。
- 1975年（昭和50年）7月 - プール完成。
- 1987年（昭和62年）9月 - 新校舎建設開始[4]。
- 1988年（昭和63年）10月13日 - 新校舎が完成し、移転[4]。
- 2021年（令和3年）5月29日 - 最後の運動会開催[5]。
- 2022年（令和4年）
  - 3月25日 - 閉校式挙行[6]。
  - 3月31日 - 閉校[1]。

### 中学校
- 1947年（昭和22年）
  - 4月1日 - 猿辺村立杉沢小学校校舎に、猿辺中学校杉沢分校として発足。
  - 4月21日 - 開校式挙行。
- 1952年（昭和27年）11月 - 杉沢字向平50番地に校舎新築移転。
- 1955年（昭和30年）
  - 3月20日 - 町村合併により、三戸町立杉沢中学校と改称。
  - 4月1日 - 三戸町立第二猿辺中学校として、昇格独立し、杉沢小学校校舎に併設。
- 1956年（昭和31年）7月18日[7] - 体育館落成。
- 1962年（昭和37年）12月 - 技術工作室落成。
- 1966年（昭和41年）9月24日 - 杉沢小学校・猿辺第二中学校（現:杉沢中学校）の給食調理場落成し、完成給食開始[3]。
- 1967年（昭和42年）12月 - 特別教室4教室落成。
- 1968年（昭和43年）6月1日 - 三戸町立杉沢中学校と改称。
- 1975年（昭和50年）7月 - プール完成。
- 1987年（昭和62年）9月 - 新校舎建設開始[4]。
- 1988年（昭和63年）10月13日 - 新校舎が完成し、移転[4]。
- 2021年（令和3年）
  - 3月11日 - 最後の卒業式挙行。最後の卒業生は男子生徒1名だった[8]。
  - 4月1日 - この日から2022年（令和4年）3月31日まで休校[9]。
- 2022年（令和4年）
  - 3月25日 - 閉校式挙行[6]。
  - 3月31日 - 再開しないまま、閉校[1]。

## アクセス
- 南部バス（岩手県北自動車南部支社）・三戸町コミュニティバスの「杉沢」バス停下車後、徒歩約325m・約5分。